# Ur (supercontinent)
Ur és el nom del primer supercontinent de la Terra, segons una hipòtesi explicativa de la formació dels continents actuals. Es va formar fa uns 3.000 milions d'anys durant el període Arqueà per l'acció del vulcanisme del planeta.
Posteriorment, es va trencar en continents que, més tard, es van tornar a unir en un nou supercontinent, anomenat «Kenorlàndia».
Es creu que queden restes d'aquella terra primerenca a Austràlia i Madagascar.